# Morro Agudo de Goiás
Morro Agudo de Goiás är en kommun i Brasilien.   Den ligger i delstaten Goiás, i den centrala delen av landet, 230 km väster om huvudstaden Brasília. Antalet invånare är 2 365. Arean är 283 kvadratkilometer.
Terrängen i Morro Agudo de Goiás är platt åt sydost, men åt nordväst är den kuperad.
Omgivningarna runt Morro Agudo de Goiás är huvudsakligen savann. Runt Morro Agudo de Goiás är det glesbefolkat, med 8 invånare per kvadratkilometer.